# Royalty
Royalty (auch California S 26 oder Royalti) ist eine Rotweinsorte, eine Neuzüchtung des Jahres 1938 von Harold Olmo zwischen den Sorten Alicante Ganzin und Trousseau. Die Kreuzung erfolgte an der University of California in Davis in Kalifornien. Aufgrund des Einflusses der Sorte Alicante Ganzin ist es eine Hybridrebe der Familie Vitis vinifera – Vitis rupestris. Sie wurde im Jahre 1958 zeitgleich mit der Sorte Rubired herausgebracht. Da ihr Ertrag deutlich geringer als bei Rubired ausfällt, ist sie nicht so erfolgreich. Angebaut wird sie fast ausschließlich in Kalifornien (→ Weinbau in Kalifornien) auf rund 109 Hektar (Stand: 2008).
Die spätreifende Sorte ist mäßig tolerant gegen den Echten und den Falschen Mehltau. Sie erbringt dunkelfarbige Weine und ist daher sehr gut als Färbertraube (international auch Teinturier genannt) geeignet.
Lokal wird sie auch als Tafeltraube eingesetzt.